# 一霎一花
《一霎一花》是日本漫畫家所創作的漫畫，2019年7月26日至2021年4月9日於漫畫應用程式「Pink」連載。改編真人電視劇於2022年10月18日（17日深夜）至12月20日（19日深夜）在日本電視系首播，京本大我主演，藤原櫻飾演女主角，共10集。

## 電視劇

### 角色列表
- 萬木昭史：京本大我
- 千田原一花：藤原櫻
- 千田原大樹：佐佐木大光
- ：駒井蓮
- ：山之內鈴
- 山根惠子：朝加真由美
- 澀川哲治：
- 千田原一枝：富田靖子

## 外部連結
- 漫畫官方網站（日語）
- 電視劇官方網站（日語）